# Velorama
Velorama {nederländska: Nationaal Fietsmuseum Velorama) är ett nederländskt cykelmuseum i Nijmegen.
Museet grundades 1981 av Gert-Jan Moed på basis av dennes privata samling. Det visar i tre våningsplan urval ur en samling på ungefär 500 gamla cyklar från omkring 200 års cykelhistoria. 
Samlingen har sitt ursprung från 1969, då Moed fick sin första antika cykel, en Michaux från 1869, av sin far. Han lät i början av 1980-talet renovera en historisk byggnad på Waalkade för museet. 
Den tidigaste dressinen i samlingen är från 1818. I samlingen finns bland annat ett antal Michaux, en Vélocipède Tricycle Parisienne, höghjulingar och säkerhetscyklar. Velorama visar också enhjulingar, barncyklar, militärcyklar och historiska racercyklar. 
På museet finns också cykeltillverkaren Gazelles historiska arkiv.

## Bildgalleri

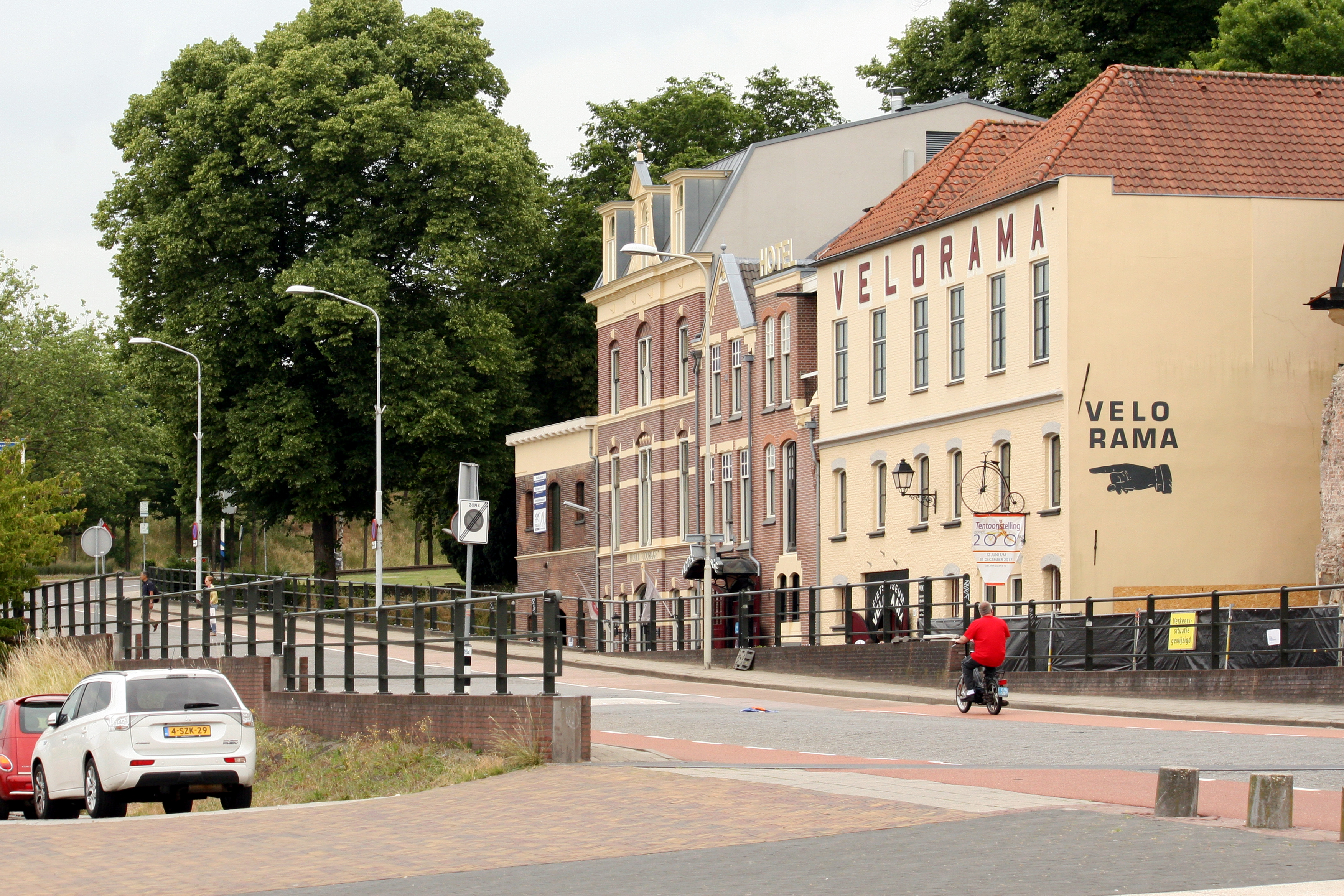
Velorama
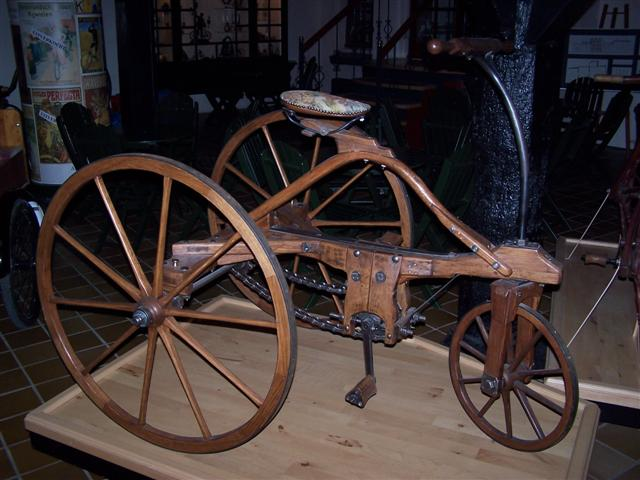
Trehjuling i trä
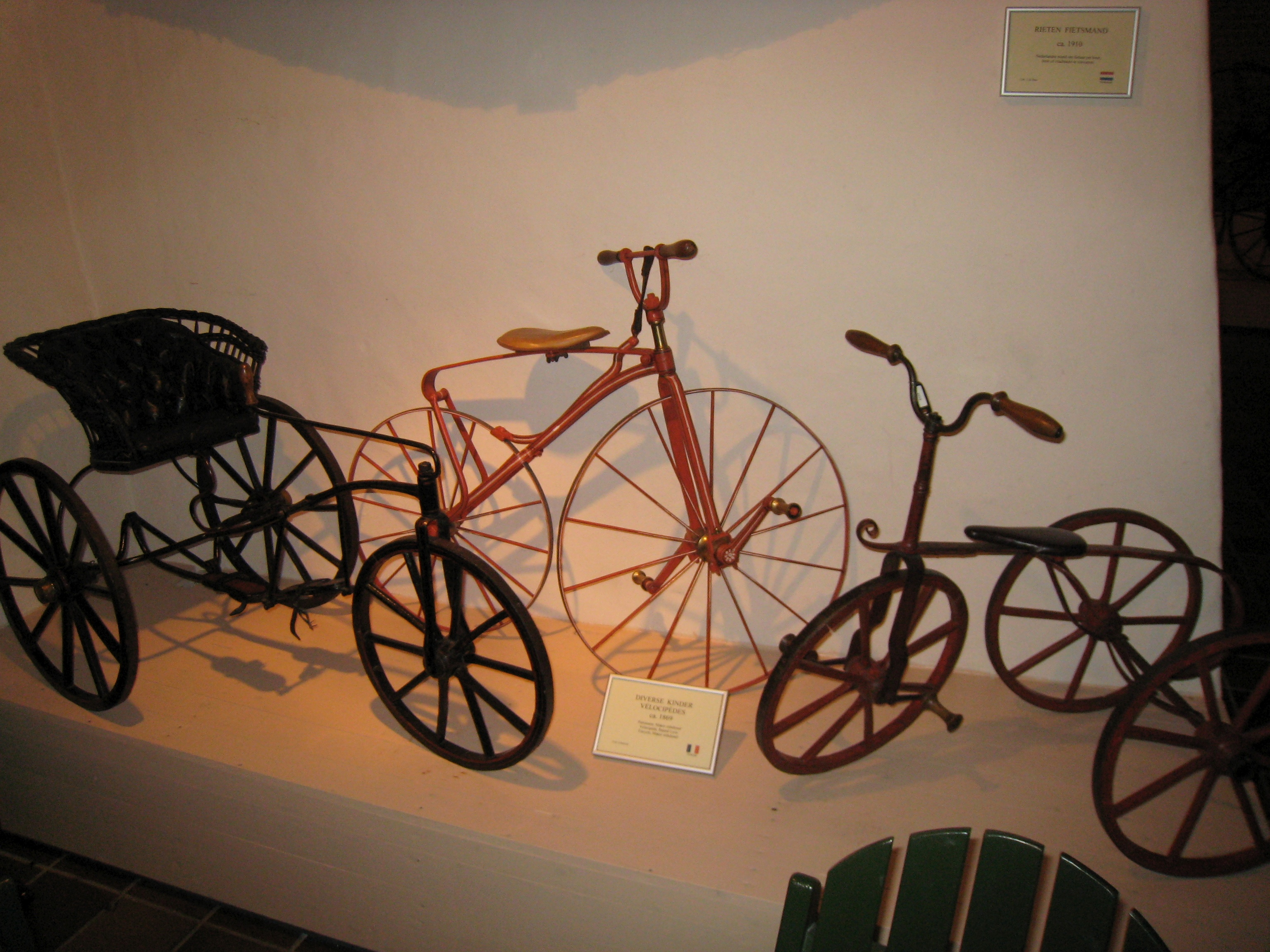
Barncyklar